# Perry Park
Perry Park är en sportarena i Enoggera Park i Brisbane-förorten Bowen Hills. Perry Park är för närvarande hemmaarena till Brisbane Strikers FC, som spelar i Queensland State League.
Oceaniska mästerskapet i fotboll för damer 1989 spelades vid arenan.